# NK Zrinski Tordinci
NK Zrinski je nogometni klub iz Tordinaca.

## Povijest
Nogometni klub Zrinski Tordinci osnovan je 1931. ili 1934. godine. Do 1991. godine nosio je ime NK Sloga Tordinci.
U periodu od 1991. do 1996. godine, klub nije djelovao. Reaktivacijom klub mijenja ime u NK Zrinski i natječe se u najnižem rangu, 3. ŽNL Vukovarsko-srijemskoj. Mirnom reintegracijom Podunavlja 1998. godine dolazi do reorganizacije županijskih natjecanja, te je u sezoni 1998./99. klub uključen u viši rang. Do sezone 2005./06. klub se natjecao u 2. ŽNL Vukovarsko-srijemskoj, kada osvajanjem 1. mjesta ulazi u 1. ŽNL Vukovarsko-srijemsku. Osvajanjem 1. mjesta u 1. ŽNL Vukovarsko-srijemskoj u sezoni 2008./09., klub se plasirao u 4. HNL – Istok, gdje je proveo naredne dvije godine do gašenja lige, te je od sezone 2011./12. osnivanjem Međužupanijske lige Osijek – Vinkovci bio njezin član. U sezoni 2013./14., NK Zrinski nakon odigranog jesenskog dijela prvenstva odustaje od natjecanja i u sljedećoj sezoni kreće natjecanje od najnižeg ranga, odnosno 3. ŽNL Vukovarsko-srijemske NS Vinkovci. U sezoni 2015./16. osvaja prvo mjesto, te se od sezone 2016./17. natječe u 2. ŽNL Vukovarsko-srijemskoj NS Vinkovci.

### Plasmani kluba kroz povijest
| Sezona      | Liga                                    | Plasman    |
| ----------- | --------------------------------------- | ---------- |
| 1996./97.   | 3. ŽNL Vukovarsko-srijemska             | ?          |
| 1997./98.   | 3. ŽNL Vukovarsko-srijemska             | 4. mjesto  |
| 1998./99.   | 2. ŽNL Vukovarsko-srijemska             | 11. mjesto |
| 1999./2000. | 2. ŽNL Vukovarsko-srijemska             | 13. mjesto |
| 2000./01.   | 2. ŽNL Vukovarsko-srijemska             | 11. mjesto |
| 2001./02.   | 2. ŽNL Vukovarsko-srijemska Grupa A     | 10. mjesto |
| 2002./03.   | 2. ŽNL Vukovarsko-srijemska Grupa A     | 8. mjesto  |
| 2003./04.   | 2. ŽNL Vukovarsko-srijemska Grupa A     | 15. mjesto |
| 2004./05.   | 2. ŽNL Vukovarsko-srijemska Grupa A     | 2. mjesto  |
| 2005./06.   | 2. ŽNL Vukovarsko-srijemska Grupa A     | 1. mjesto  |
| 2006./07.   | 1. ŽNL Vukovarsko-srijemska             | 2. mjesto  |
| 2007./08.   | 1. ŽNL Vukovarsko-srijemska             | 2. mjesto  |
| 2008./09.   | 1. ŽNL Vukovarsko-srijemska             | 1. mjesto  |
| 2009./10.   | 4. HNL Istok                            | 3. mjesto  |
| 2010./11.   | 4. HNL Istok                            | 6. mjesto  |
| 2011./12.   | Međužupanijska liga Osijek – Vinkovci   | 2. mjesto  |
| 2012./13.   | Međužupanijska liga Osijek – Vinkovci   | 14. mjesto |
| 2013./14.   | Međužupanijska liga Osijek – Vinkovci   | 16. mjesto |
| 2014./15.   | 3. ŽNL Vukovarsko-srijemska NS Vinkovci | 2. mjesto  |
| 2015./16.   | 3. ŽNL Vukovarsko-srijemska NS Vinkovci | 1. mjesto  |
| 2016./17.   | 2. ŽNL Vukovarsko-srijemska NS Vinkovci | 13. mjesto |
| 2017./18.   | 3. ŽNL Vukovarsko-srijemska NS Vinkovci | 1. mjesto  |
| 2018./19.   | 2. ŽNL Vukovarsko-srijemska NS Vinkovci | ?          |
| 2019./20.   | 2. ŽNL Vukovarsko-srijemska NS Vinkovci | ?          |
| 2020./21.   | 2. ŽNL Vukovarsko-srijemska NS Vinkovci | 11. mjesto |
| 2021./22.   | 2. ŽNL Vukovarsko-srijemska NS Vinkovci | 9. mjesto  |